# Ернст Аугустин
Ернст Аугустин (на немски: Ernst Augustin) е германски писател, автор главно на романи.

## Биография
Ернст Аугустин е роден на 31 октомври 1927 г. в град Хиршберг, Германия, който след 1945 г. става отново полски като Йеленя Гора.
Аугустин прекарва детството си в Швайдниц и Шверин, където завършва гимназия. След края на Втората световна война полага през 1947 г. зрелостен изпит. Желанието му да стане архитект е осуетено от родителите му. Затова от 1947 до 1950 г. следва медицина в университета на Росток, а после се премества в Хумболтовия университет в Берлин. Завършва с дисертация на тема „Елементарни белези при болни от шизофрения“.
От 1953 до 1955 г. работи като спешен хирург във Висмар, а от 1955 до 1958 г. като асистиращ лекар по неврология и психиатрия в болницата Шарите в тогавашния Източен Берлин.
През 1958 г. Аугустин бяга от ГДР в Западна Германия. От 1958 до 1961 г. ръководи болница в Афганистан, финансирана от американска строителна фирма. Пътува из Пакистан, Индия, Турция и Съветския съюз.
След завръщането си в Германия е стационарен лекар в нервната клиника на Мюнхенския университет. Напуска тази длъжност през 1962 г., но до 1985 г. работи като експерт по психиатрия.
През 1966 г. е поканен от Ханс Вернер Рихтер да прочете свой текст при срещата на литературното сдружение Група 47 в Принстън, където участва и Петер Хандке.
Ернст Аугустин живее в Мюнхен. Член е на Баварската академия за изящни изкуства и на Немската академия за език и литература в Дармщат.

## Творчество
През 50-те години писателското дело на Ернст Аугустин черпи импулси от творчеството на Франц Кафка. По-късно той посочва в тази връзка романа на Томас Ман „Йосиф и неговите братя“. Също така смята, че търпи влияния от писателя предромантик Жан Паул.
Аугустин е смятан за представител на фантастичната литература и последовател на сюрреалистите. Преобладаваща тема на романите му е проявленията при разцепление на личността.

## Награди и отличия
- 1962: „Награда Херман Хесе“
- 1989: „Награда Клайст“
- 1996: „Награда Тукан“
- 1999: „Мюнхенска литературна награда“
- 2008: „Награда Ернст Хоферихтер“
- 2009: „Награда Мьорике“
- 2013: Von Autoren für Autoren